# Carpotroche surinamensis
Carpotroche surinamensis là một loài thực vật có hoa trong họ Achariaceae. Loài này được Uittien mô tả khoa học đầu tiên năm 1925.